# 1161

## Догађаји
- 24. децембар - Цар Манојло Комнен се након смрти супруге, се оженио Маријом Антиохија, стар 16 година у Хагиа Сопхиа.

- 3. фебруар – Битка код Осла: Краљ Инге I од Норвешке је поражен и убијен док се бори против снага Хокона II који наследи Ингеа, са петогодишњим Магнусом V као савладаром, али не без оспоравања његовог суверенитета.
- Геза II од Угарске и изасланици папе Александра III закључују Конкордат из 1161. године, којим Геза пристаје да подржи папу у замену за уступке.
- Магнуса Хенриксона, претендента на шведски престо, убија Карло VII, који постаје краљ Шведске до 1167. године.
- Алморавидска офанзива против Краљевине Португал стиже до града Алмаде, који се налази на реци Тежо.
- Ратови династија Ђин-Сунг: Битка код Тангдаоа (16. новембар) и битка код Каишија (26–27. новембар) на реци Јангцејанг, између династија Ђин и династија Сунг у Кини резултирају двема кључним поморским победама династије Сунг.
- 15. децембар – Ванјан Лианг, кинески принц од Хаилинга, убијен је током кампање. Наследио га је цар Шизонг од Ђина (до 1189).
- 5. јануар – Канонизација Едварда Исповедника (умро 1066) у Енглеској.
- 18. април – Теобалд од Бека, надбискуп Кентерберија у Енглеској, умро је након болести. Краљ Хенри II је обавештен и изражава жељу да за наследника изабере свог пријатеља Томаса Бекета.

## Смрти
- 11. септембар — Мелисенда Јерусалимска